# Michael Rocque (hokej na travi)
Michael E. Rocque (1899. — nije poznat nadnevak kad je umro) je bivši indijski hokejaš na travi. Mješovitog je podrijetla, anglo-indijskog.
Osvojio je zlatno odličje na hokejaškom turniru na Olimpijskim igrama 1928. u Amsterdamu igrajući za Britansku Indiju. Odigrao je svih 5 susreta.

## Vanjske poveznice
- Profil na Sports Reference.com  Arhivirana inačica izvorne stranice od 21. listopada 2012. (Wayback Machine)